# Tim Freytag
Tim Freytag (* 1969) ist ein deutscher Geograph. Er ist Professor für Humangeographie an der Albert-Ludwigs-Universität Freiburg.

## Vita
Nach seinem Studium und seiner Promotion war Tim Freytag von 1997 bis 2009 Wissenschaftlicher Mitarbeiter am Geographischen Institut der Ruprecht-Karls-Universität Heidelberg. Seine Dissertation verfasste er zur Bildungssituation der Hispanics in den USA. Von 2009 bis 2010 hatte er die Professur für Kulturgeographie am Geographischen Institut der Christian-Albrechts-Universität Kiel inne und wurde dann auf die Professur für Humangeographie am Institut für Umweltsozialwissenschaften und Geographie der Albert-Ludwigs-Universität Freiburg berufen.

## Forschung und Lehre
Freytags Forschungsprojekte fokussieren die Themenfelder Tourismus- und Mobilitätsforschung, Stadtforschung und nachhaltige Stadtentwicklung sowie Sozial- und Bildungsgeographie. Er lehrt in den geographischen Studiengängen der Universität Freiburg.
Freytag war von 2014 bis 2018 Dekan der Fakultät für Umwelt und Natürliche Ressourcen, er ist Sprecher des AK Bildungsgeographie der Deutschen Gesellschaft für Geographie und Mitherausgeber der Geographischen Zeitschrift.

## Publikationen

### Monographien
- T. Freytag, H. Gebhardt, U. Gerhard, D. Wastl-Walter: Humangeographie kompakt. Springer Spektrum, Heidelberg 2016, ISBN 978-3-662-44837-3.
- P. Meusburger, T. Freytag, L. Suarsana (Hrsg.): Ethnic and Cultural Dimensions of Knowledge. Springer, Heidelberg 2016, ISBN 978-3-319-21900-4.
- T. Freytag, H. Jahnke, C. Kramer: Bildungsgeographie. WBG, Darmstadt 2015, ISBN 978-3-534-24983-1.
- P. Hamman, M. Blanc, C. Duchêne-Lacroix, T. Freytag, C. Kramer (Hrsg.): Questionner les mobilités résidentielles à l’aune de la multilocalité. Néothèque, Strasbourg 2014.
- J. Lossau, T. Freytag, R. Lippuner (Hrsg.): Schlüsselbegriffe der Kultur- und Sozialgeographie. Ulmer UTB, Stuttgart 2014, ISBN 978-3-8252-3898-8.

### Fachartikel
- T. Freytag, H. Jöns: Vision and the ‘cultural’ in geography: A biographical interview with Denis Cosgrove. In: Die Erde. 136 (3), 2005, S. 205–216.